# Padua's 14e-eeuwse frescocycli
Padua's 14e-eeuwse frescocycli zijn een UNESCO-werelderfgoed in de Italiaanse stad Padua. De site werd tijdens de 44e sessie van de Commissie voor het Werelderfgoed in juli 2021 in Fuzhou toegevoegd aan de Werelderfgoedlijst. Het werelderfgoed omvat fresco's - geschilderd tussen 1302 en 1397 - in acht religieuze en seculiere gebouwen in Padua:
1. Cappella degli Scrovegni (fresco's van Giotto) en Chiesa degli Eremitani (fresco's van Mantegna en Guariento di Arpo)
2. Palazzo della Ragione, Cappella della Reggia Carrarese, het Battistero (de doopkapel van de kathedraal) en piazza's
3. Basilica di Sant'Antonio met werken van Giotto, Giusto de’ Menabuoi, Altichiero da Zevio en Jacopo Avanzi
4. Oratorio di San Michele met fresco's van Jacopo da Verona

## Afbeeldingen

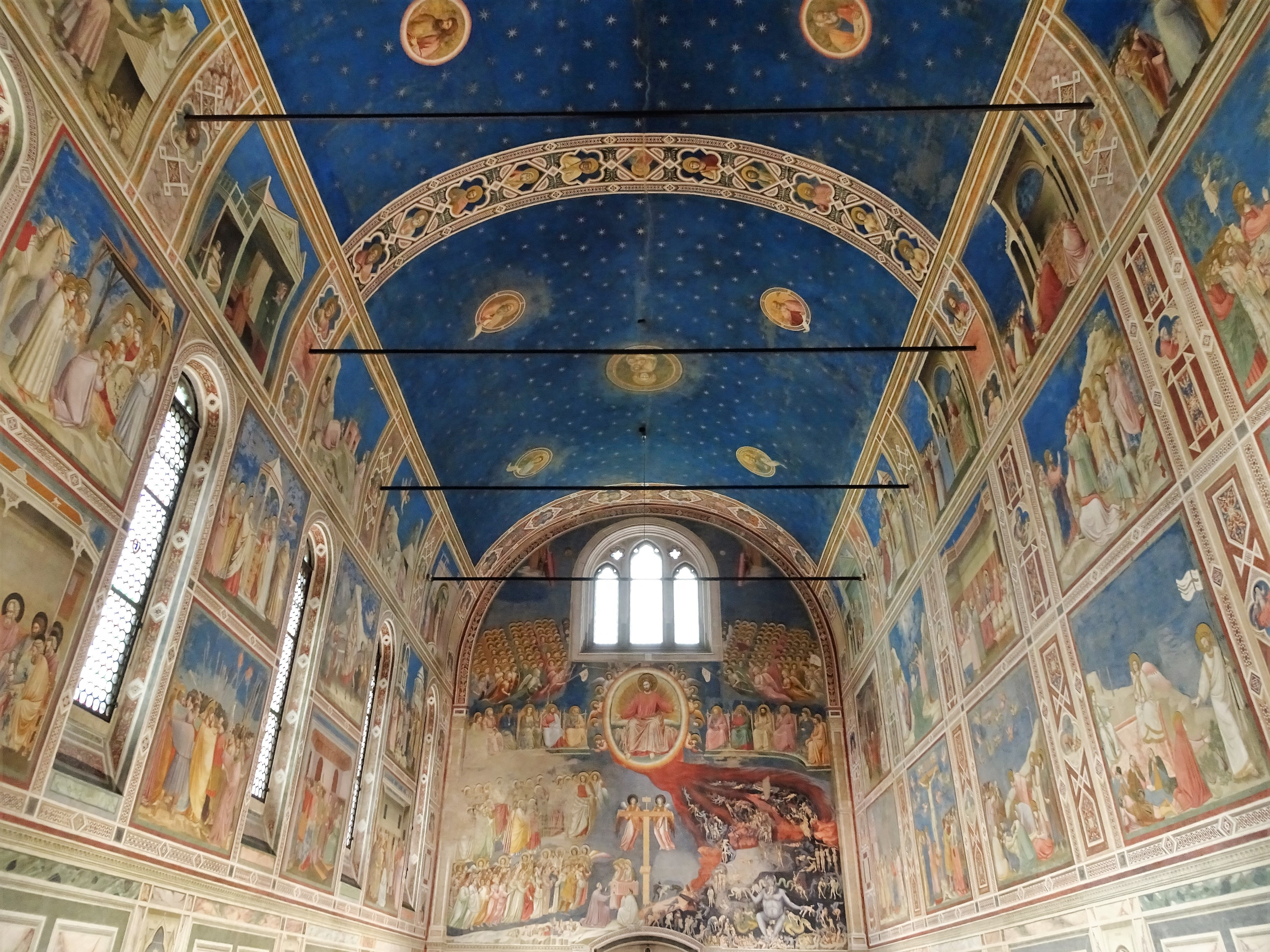
Cappella degli Scrovegni van Giotto
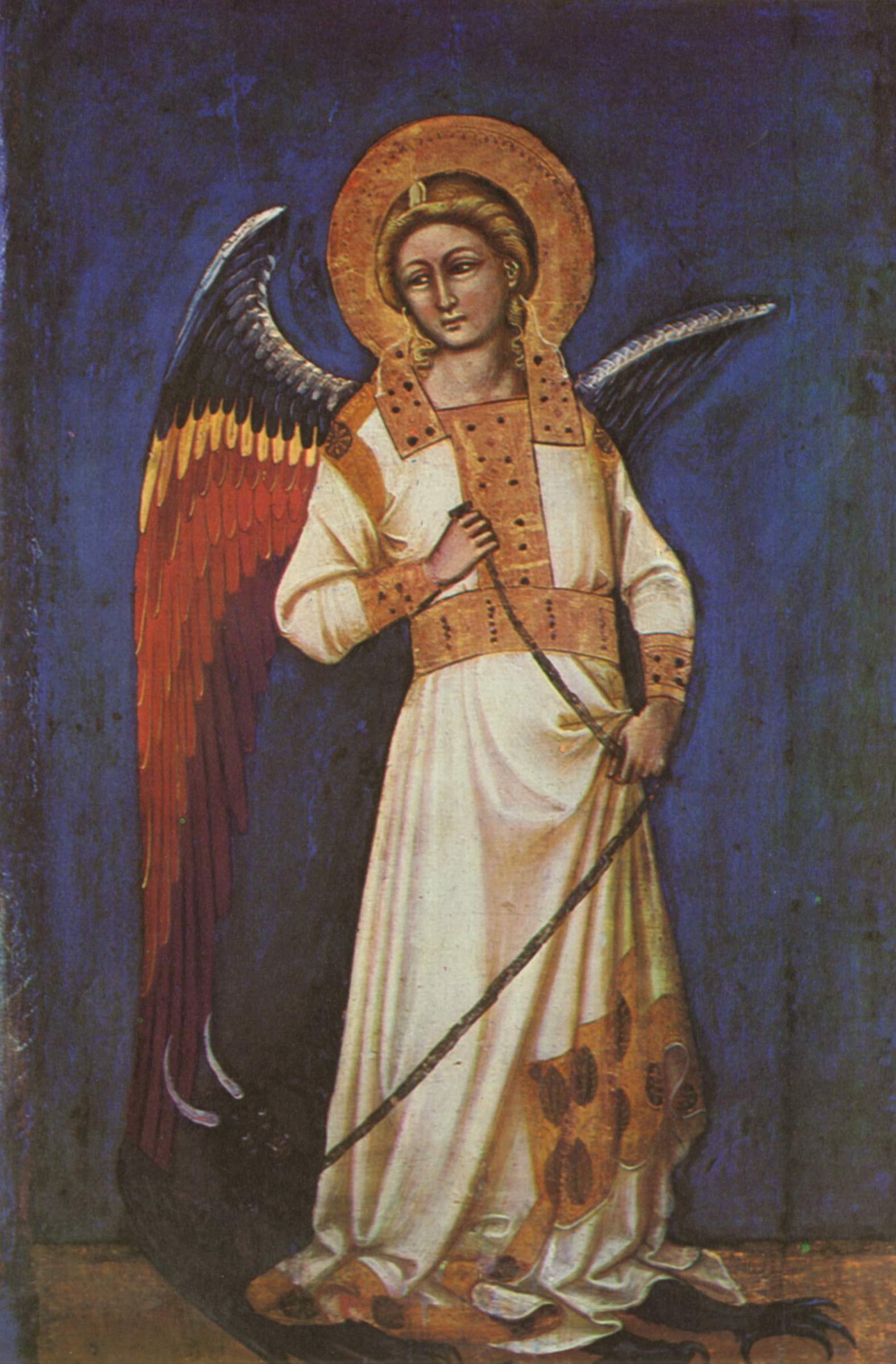
Kapel van het paleis Carrara, Guariento di Arpo
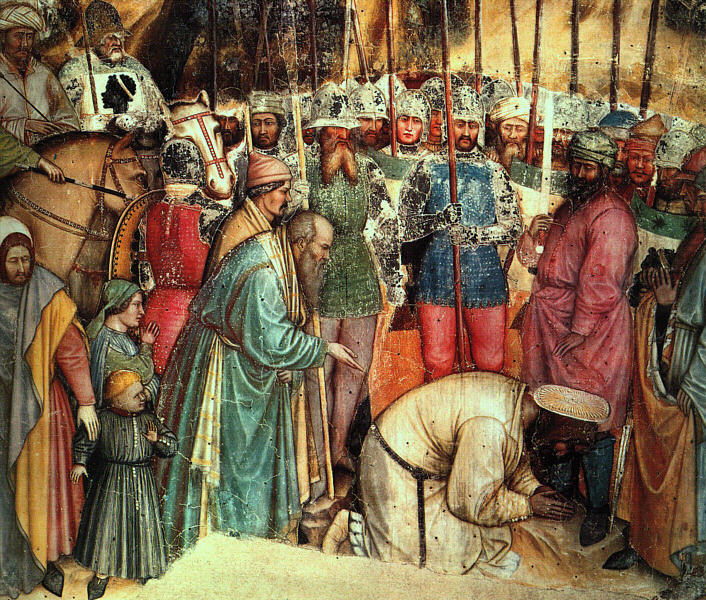
Onthoofding van San Giorgio, Altichiero da Zevio
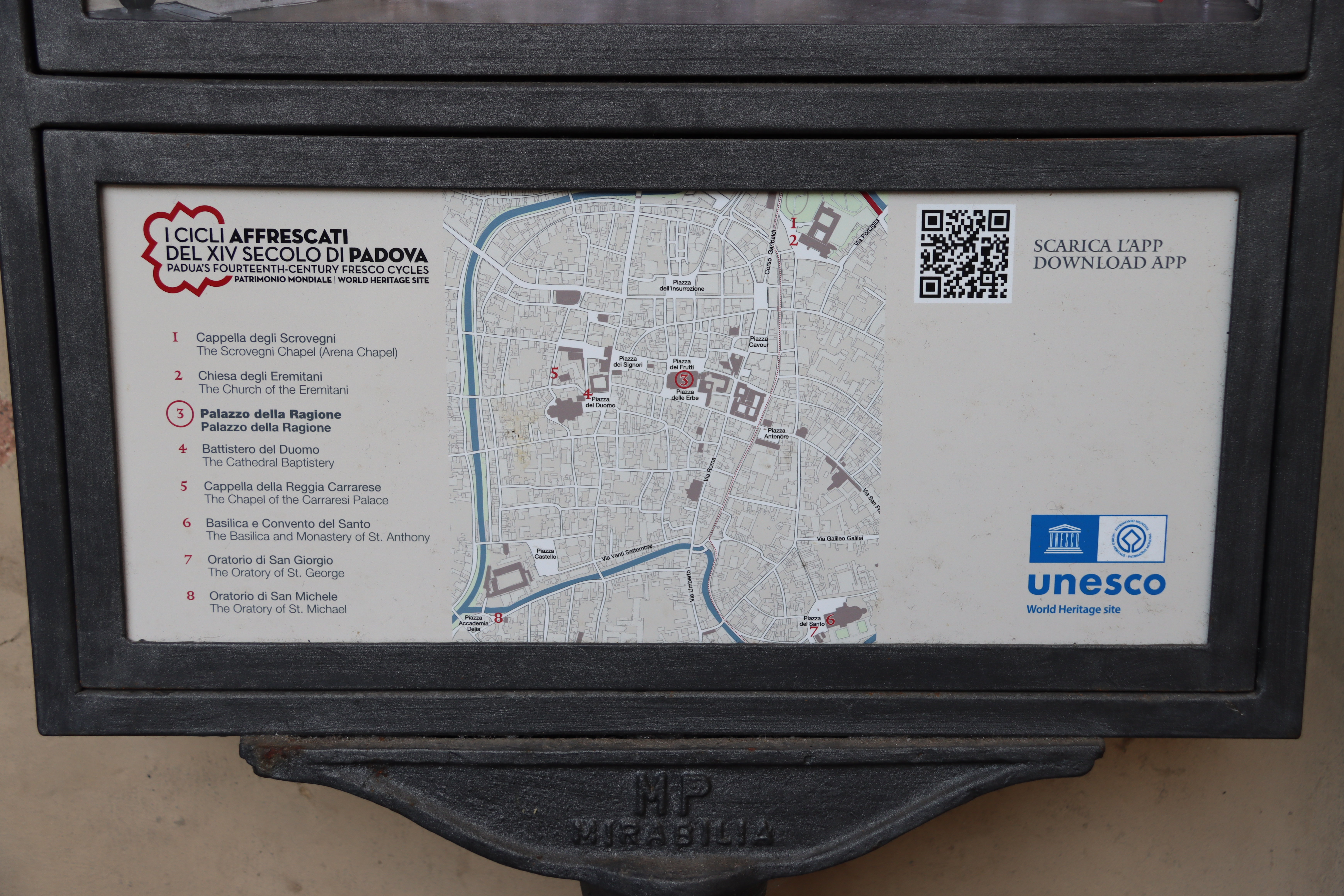

Rotstekeningen van Valcamonica · Kerk en dominicanenklooster van Santa Maria delle Grazie met "Het Laatste Avondmaal" van Leonardo da Vinci · Historisch centrum van Rome, de bezittingen van de Heilige Stoel in die stad met speciale territoriale rechten en Sint-Paulus buiten de Muren · Historisch centrum van Florence · Venetië met zijn lagune · Domplein van Pisa · Historisch centrum van San Gimignano · Sassi en het park met de rotskerken van Matera · Vicenza en de Palladiaanse villa's in Veneto · Historisch centrum van Siena · Historisch centrum van Napels · Crespi d'Adda · Ferrara, stad van de renaissance in de Po-delta · Castel del Monte · Trulli van Alberobello · Vroeg-christelijke monumenten van Ravenna · Historisch centrum van Pienza · 18e-eeuws Koninklijk Paleis van Caserta met park, aquaduct van Vanvitelli en San Leuciocomplex · Residenties van het Koninklijk Huis van Savoye · Botanische tuin in Padua · Porto Venere, Cinque Terre en de eilanden Palmaria, Tino en Tinetto ·  Kathedraal, Torre Civica en Piazza Grande, Modena · Archeologisch Pompeï, Herculaneum en Torre Annunziata · Amalfitaanse kust · Archeologisch Agrigento · Villa Romana del Casale · Nuraghe Su Nuraxi bij Barumini · Nationaal park Cilento, Vallo di Diano e Alburni met archeologisch Paestum en Velia en Kartuizerklooster San Lorenzo · Historisch centrum van Urbino · Archeologische opgravingen en Patriarchale Basiliek van Aquileia · Villa Adriana, Tivoli · Eolische Eilanden · Assisi, Sint-Franciscusbasiliek en andere franciscaanse locaties · Verona · Villa d'Este, Tivoli · Laatbarokke steden in het Val di Noto (Zuidoost-Sicilië) · Heilige bergen · Monte San Giorgio · Etruskische begraafplaatsen van Cerveteri en Tarquinia · Val d'Orcia · Syracuse en de rotsnecropolis van Pantalica · Genua: Le Strade Nuove en het systeem van de Palazzi dei Rolli · Oude en voorhistorische beukenbossen van de Karpaten en andere regio's van Europa · Mantua en Sabbioneta · Rhätische Bahn in het Albula/Bernina-landschap · Dolomieten · Longobarden in Italië. Plaatsen van macht (568-774 na Christus) · Prehistorische paalwoningen in de Alpen · Etna · Villa's en tuinen van de Medici in Toscane · Wijngaardlandschap van Piëmont: Langhe-Roero en Monferrato · Arabisch-Normandisch Palermo en de kathedralen van Cefalù en Monreale · Venetiaanse verdedigingswerken van de 15e tot 17e eeuw: Stato da Terra - westelijke Stato da Mar · Ivrea, industriestad van de 20e eeuw · De prosecco-heuvels van Conegliano en Valdobbiadene · Historische kuuroorden van Europa (Montecatini Terme) · Padua's 14e-eeuwse frescocycli · De portieken van Bologna · Via Appia. Regina viarum